# Volver a mí
Volver a mí es una serie de televisión chilena de 2010, producida por Canal 13 sobre una idea original de María Izquierdo. La serie muestra el camino de rehabilitación de distintas personas que por distintos motivos han recurrido a las drogas, el alcohol, pastillas y otros tipos de tóxicos para así olvidar sus problemas.

## Sinopsis
La historia se centra en una comunidad terapéutica fundada por dos médicos siquiatras, Rocío Riquelme (María Izquierdo) y Eva Beltrán (Esperanza Silva). Ahí los internos realizan diversas tareas para sanar sus adicciones, como sesiones de taichí, trabajos en la huerta y terapias al aire libre, que les permiten procesar sus dolores y llegar a los motivos que los llevaron a terminar ahí. Sin embargo, esto no será fácil, ya que cada uno de los pacientes será atormentado constantemente por fantasmas de su pasado que los hacen recaer una y otra vez.

## Elenco
- María Izquierdo - Rocío Riquelme
- Catalina Saavedra - Julia Lafuente
- Esperanza Silva - Eva Beltrán
- Alejandro Trejo - Vladimir Toledo
- Macarena Teke - María Lara López
- Alejandro Goic - Felipe Cardelli/ Manuel Trejo
- Rodolfo Pulgar - Fabio Sagredo
- Luis Lobos Robles - Ronny
- Andrés Skoknic - Álvaro Meyer
- Diego Noguera - Salvador Riquelme
- Viviana Herrera - Fedora Toledo
- Edison Díaz - Gaete
- Claudia Hidalgo - Constanza Garay
- Ariel Mateluna - Erasmo "Chato"
- Maricarmen Arrigorriaga - como Carmen Luz López, La Senadora
- Carmen Barros - como doña Conchita
- Nicolás Brown - como Lito
- Alison Mandel - como Rocío Riquelme (Joven)
- Hugo Medina - como Mauricio Toledo
- Tichi Lobos - como Falsa Norma
- Magdalena Max-Neef - como Norma
- Jaime Azócar - como Javier
- Andrés Reyes - como Manuel Trejo

## Premios
- Premios Altazor 2011: Mejor actor (Alejandro Goic)

Nominaciones
- Premios Altazor 2011: Mejor dirección género dramático (Matías Stagnaro)
- Premios Altazor 2011: Mejor guion (Enrique Videla, María Izquierdo, Omar Saavedra y Vladimir Rivera)
- Premios Altazor 2011: Mejor actriz (María Izquierdo)
- Premios Altazor 2011: Mejor actriz (Catalina Saavedra)